# Benedikt (Szlovénia)

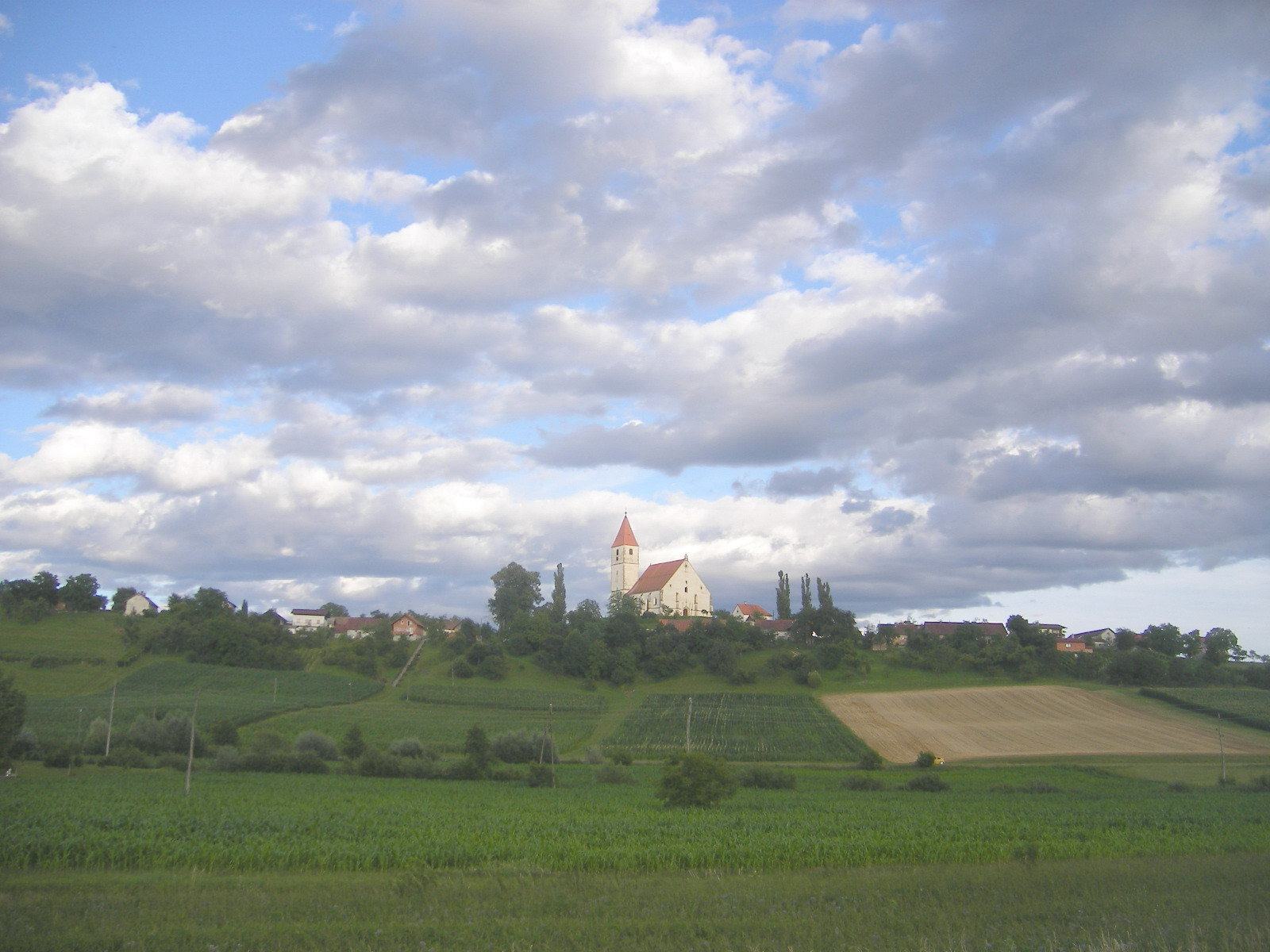
A falu temploma

Benedikt település és egyben az alapfokú közigazgatási egység, Benedikt község székhelye Szlovénia északkeleti részén, 8 km-re Lenarttól és 20 km-re Maribortól. Lakosainak száma 2012-ben 995 fő volt. A falu egyetlen nevezetessége a gótikus templomban épült templom, melyet Nursiai Szent Benedekről neveztek el.